# Instytut Gustave-Roussy

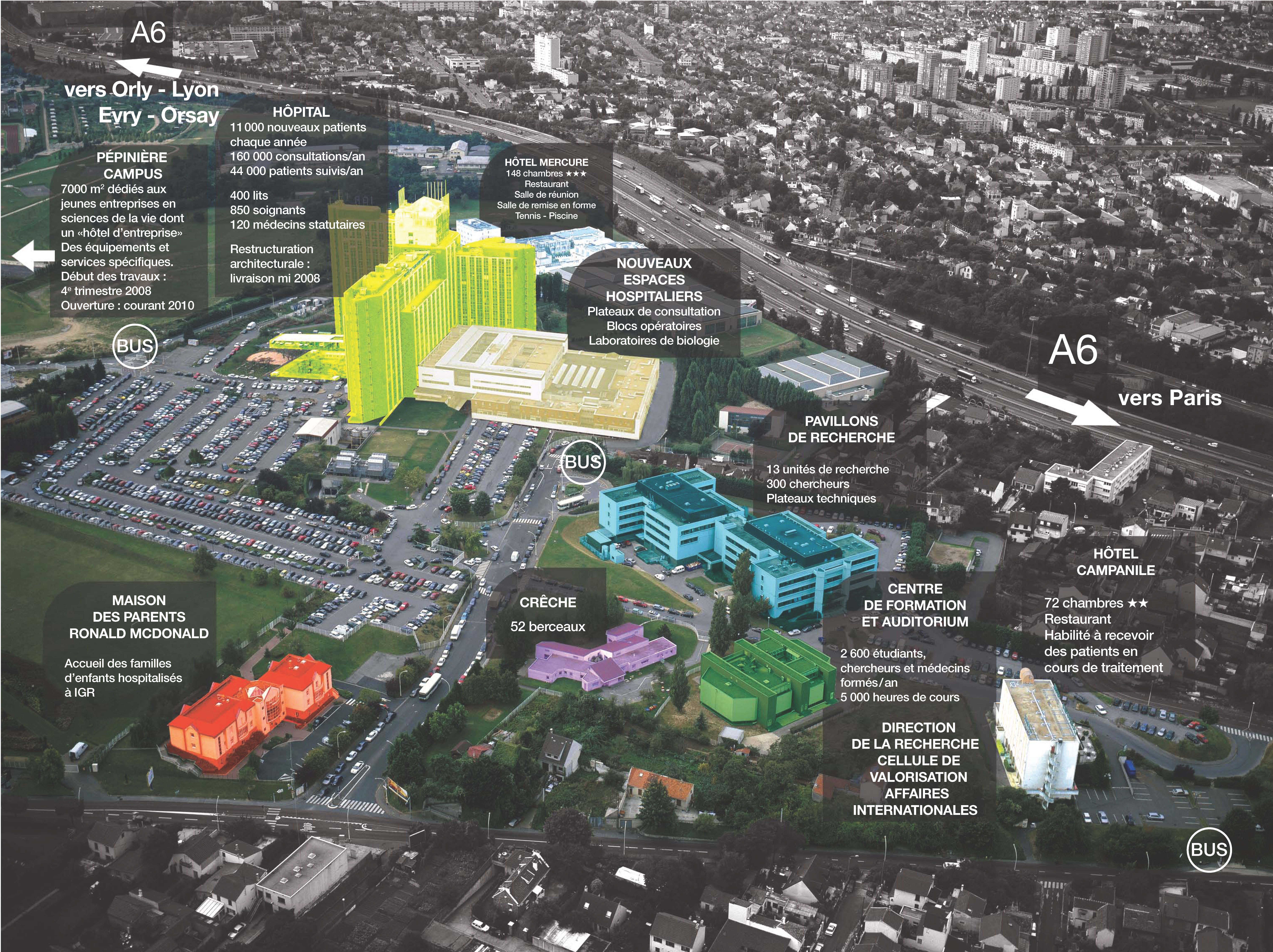
Centrum Medyczne Instytutu Gustave-Roussy

Instytut Gustave-Roussy (fr. Institut Gustave-Roussy) – to ośrodek onkologiczny zlokalizowany w Villejuif w Val-de-Marne we Francji.
W kwietniu 2019 r. otwarto trzy nowe sale radiologii interwencyjnej, dzięki czemu jest to największy tego typu ośrodek w Europie, całkowicie poświęcony onkologii.
Gustave-Roussy jest w skali europejskiej pierwszym centrum opieki, badań i nauczania w onkologii.
Nazwa tej instytucji pochodzi od jej założyciela i pierwszego dyrektora, którym był Gustave Roussy.